# 林潤 (研究者)
林 潤（はやし じゅん、1980年4月23日 - ）は、日本のエネルギー工学者。
京都大学大学院エネルギー科学研究科エネルギー変換科学専攻教授。専門は熱工学、燃焼工学。
北海道出身。

## 経歴
（出典：）
1999年北嶺高等学校卒業。2003年慶應義塾大学理工学部機械工学科卒業、学士（工学）。2005年慶應義塾大学大学院理工学研究科開放環境科学専攻前期博士課程修了、修士（工学）。大学卒業後は富士通株式会社に入社するも、翌年に退社して大学院の博士課程に進学。
2009年大阪大学大学院工学研究科機械工学専攻後期博士課程修了、博士（工学）。2009年より大阪大学大学院工学研究科にて助教、2014年より講師として勤務。
2017年より京都大学大学院エネルギー科学研究科にて准教授として勤務。2022年より京都大学大学院エネルギー科学研究科にて教授として昇任。

## 主な受賞
- 平成31年度　文部科学大臣表彰 若手科学者賞

## 所属学会
- 日本機械学会
- 日本燃焼学会
- 日本液体微粒化学会
- 日本エネルギー学会
- 可視化情報学会
- 自動車技術会
- 日本伝熱学会